# Lestiphorus bicinctus
Lestiphorus bicinctus är en stekelart som först beskrevs av Rossius 1794.  Lestiphorus bicinctus ingår i släktet Lestiphorus, och familjen Crabronidae.
Den är utbredd i syd- och mellaneuropa, från Spanien i väster till Turkiet i öster. Den finns i sydöstra England och i norr till norra Tyskland, men i augusti 2015 fångades en hona av Lestiphorus bicinctus vid Landvetter utanför Göteborg. Det var första dokumenterade fyndet i Sverige. I Danmark fångades den för första gången på Fyn 2005, och arten anses vara på spridning norrut.